# 竹节树
竹节树（学名：Carallia brachiata）为红树科竹节树属下的一个种，分佈於中南半島至澳洲。

## 扩展阅读
- 維基物種上的相關：竹节树